# Thomas Gärtner
Thomas Gärtner (Rheydt, 23 gennaio 1969) è un filologo classico tedesco.

## Biografia
Completato il liceo di Mönchengladbach nel 1988, si laureò all'Università di Colonia, conseguendo il dottorato nel '98. Dall'ottobre 1998 a marzo del 1999 fu assistente ricercatore del Dipartimento di Papirologia ed Epigrafia del medesimo ateneo.
Vinse una borsa di studio della Fondazione Fritz Thyssen e, ad ottobre del 2001, della Deutsche Forschungsgemeinschaft, istituto statale che finanzia la ricerca scientifica, che gli permisero di svolgere una serie di ricerche in preparazione dell'esame universitario di abilitazione all'insegnamento.

A maggio del 2002 fu nominato assistente universitario, superando dicembre l'abilitazione in filologia classica. A luglio del 2008 divenne professore associato.
Autore di più di 100 pubblicazioni, le sue ricerche si focalizzano sulla critica testuale degli scholia medievali di testi latini e greci. Si è inoltre occupato di storiografia greca, poemi epici dall'età flaviana alla tarda antichità, per arrivare al latino medievale.